# 山口孝徳
山口 孝徳（やまぐち たかのり、本名：江崎 孝徳（旧姓：山口）1974年2月28日 - ）は、佐賀県鳥栖市出身のMTB選手。

## 来歴
2000年にプロとして活動を開始、2001年に日本人として初の全日本選手権・アジア選手権・MTBジャパンシリーズ総合・ナショナルポイントチャンピオンの4冠に輝いた。2003年と2004年にもMTBジャパンシリーズチャンピオンを獲得している。2006年より、オリジナルサイクルグッズブランドを立ち上げ、製品の開発にも携わっている。

## 主な戦歴
1995年
- 全日本選手権 総合２位

1997年
- 全日本選手権 ２位

2001年
- 全日本選手権 優勝
- MTB ジャパンシリーズ 総合1位
- MTB ナショナルポイントランキング 総合1位

2002年
- 全日本選手権 ２位
- MTB ジャパンシリーズ 総合2位
- MTB ナショナルポイントランキング 総合1位

2003年
- MTB ジャパンシリーズ 総合1位
- MTB ナショナルポイントランキング 総合3位

2004年
- MTB ジャパンシリーズ 総合1位
- MTB ナショナルポイントランキング 総合3位

2005年
- 全日本選手権 ２位